# Armando Sologuren
Armando Sologuren Vélez, (Locumba, Tacna, 23 de junio de 1883-?, siglo XX) fue un militar y político peruano. Fue secretario o ministro de Justicia, Instrucción, Culto y Beneficencia entre agosto y noviembre de 1930, formando parte de la Junta Militar de Gobierno presidida por Luis Sánchez Cerro. Fue también miembro de la comisión plebiscitaria de Tacna y Arica en 1925, y prefecto de los departamentos de Puno y La Libertad.

## Biografía
Nació en Locumba, en Tacna, siendo sus padres José Santos Sologuren y Emilia Vélez. Cursó sus estudios en el Liceo Tacna y luego ingresó a la Escuela Militar de Chorrillos, de donde egresó en 1905 con el grado de subteniente de infantería.
En 1917, ya con el grado de capitán, fue felicitado por el presidente de la República (José Pardo y Barreda), por haber cumplido satisfactoriamente la misión de transportar 400 mil soles a Iquitos, pese al hundimiento en el río Pachitea de la lancha en la que viajaba. En 1919 fue ascendido a mayor.
En 1925 ascendió a teniente coronel. Entre 1925 y 1926 prestó servicios en la comisión encargada del desarrollo del plebiscito de Tacna y Arica (provincias peruanas que por entonces estaban en poder de Chile), que no llegó a efectuarse. En 1930 fue nombrado jefe del Batallón de Zapadores N.º 4, acantonado en la región Sur.
En agosto de 1930 apoyó la sublevación de Arequipa del comandante Luis Sánchez Cerro contra el gobierno de Augusto Leguía, que obligó a la renuncia de este mandatario.

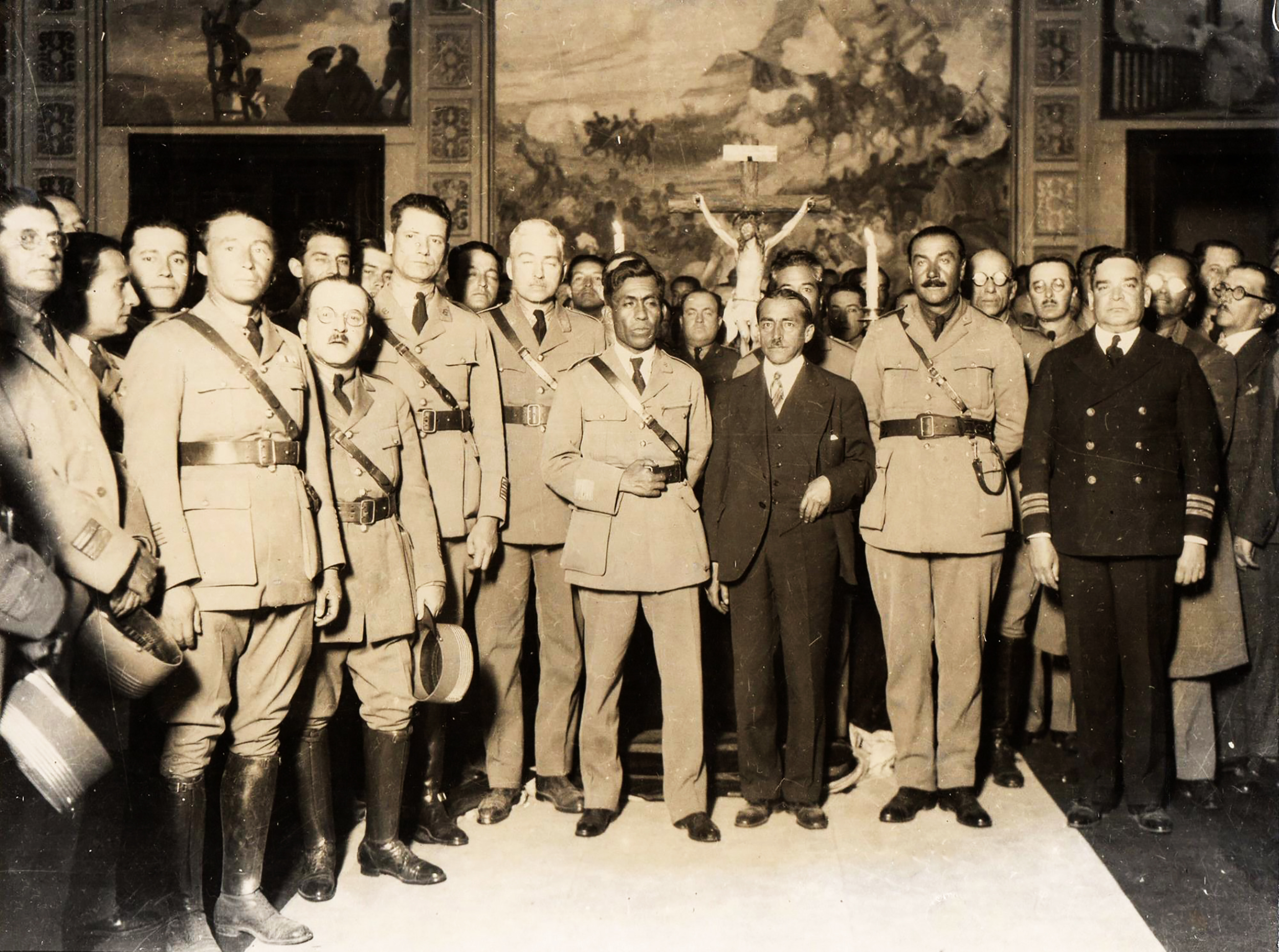
La Junta Militar de Gobierno presidida por el teniente coronel Luis M. Sánchez Cerro, luego de su juramentación, el 27 de agosto de 1930. El teniente coronel Armando Sologuren, como ministro Justicia e Instrucción, es el segundo de derecha a izquierda.

El 27 de agosto de 1930, juró como secretario o ministro de Justicia, Instrucción, Culto y Beneficencia, del gobierno de la Junta Militar de Gobierno instalada en Lima y encabezada por Sánchez Cerro. Los otros ministros eran: el coronel Ernesto Montagne Markholz (Relaciones Exteriores), el coronel Ricardo Llona (Hacienda y Comercio), el sargento mayor Alejandro Barco (Guerra), el coronel Eulogio Castillo (Fomento e Industrias), el sargento mayor Gustavo Jiménez (Gobierno y Policía), y el capitán de fragata Carlos Rotalde (Marina y Aviación).
Durante su gestión en Justicia se creó el Tribunal de Sanción Nacional, tribunal creado expresamente para  juzgar los casos de enriquecimiento ilícito ocurridos durante el gobierno de Augusto Leguía. También se depuró el Poder Judicial, retirando a todos aquellos magistrados que habían sido ministros de Leguía o servido en otras funciones públicas durante dicho régimen. Esta intromisión del Ejecutivo en el Poder Judicial ha sido considerado por el historiador Jorge Basadre como un acto jurídicamente inadmisible y prácticamente un despojo.
En el campo de la Instrucción Pública, tuvo que enfrentar una protesta de los estudiantes universitarios, con motivo de la reposición del doctor José Matías Manzanilla como rector de la Universidad de San Marcos, lo que violaba la autonomía universitaria. Al respecto, se recuerda la anécdota de que Sologuren firmó el decreto sin leerlo y sujetando el papel con una de sus botas, por lo que fue conocido como el “decreto de la bota”.
En noviembre del mismo año dejó el cargo de ministro, siendo reemplazado por el doctor José Luis Bustamante y Rivero.
En 1931 fue nombrado comandante general de la II División y recibió su ascenso a coronel. En 1933 pasó servir a órdenes del general en jefe de las operaciones del Nor-Oriente, durante el conflicto con Colombia.
Durante el segundo gobierno de Óscar R. Benavides fue prefecto de Puno (1935-1936) y de La Libertad (1936-1940). En 1940 fue nombrado director general de Tiro.